# Уотървил
Уотървил (на английски: Waterville) е град в окръг Дъглас, щата Вашингтон, САЩ. Уотървил е с население от 1163 жители (2000) и обща площ от 2,2 km². Намира се на 800 m надморска височина. ЗИП кодът му е 98858, а телефонният му код е 509.